# KkStB 397
Die kkStB 397 war eine Tenderlokomotivreihe der k.k. Staatsbahnen Österreichs, deren Lokomotiven ursprünglich von der Bozen-Meraner Bahn (BMB) und von den Böhmischen Commerzialbahnen (BCB) stammten.
Die BMB (ein Stück) und die BCB (sechs Stück) beschafften 1881 und 1882 diese dreifach gekuppelten Tenderlokomotiven.
Sie hatten Innenrahmen und Außensteuerung.
Die BMB-Maschine kam 1906 durch Verstaatlichung zur kkStB, die BCB-Lokomotiven erst 1909/10.
Sie wurden als Reihe 397 eingeordnet.
Nach dem Ersten Weltkrieg wurden die verbliebenen vier Maschinen der ČSD zugesprochen, die sie als Reihe 310.2 bezeichnete und bis 1930 ausmusterte.